# Ein bißchen Frieden
Ein bißchen Frieden (Um pouco de Paz, em português) foi a canção que representou a Alemanha no Festival Eurovisão da Canção 1982, interpretado em alemão por Nicole. 
A referida canção tinha letra de Bernd Meinunger e música de Ralph Siegel. Nicole tinha apenas 18 anos e conseguiu a primeira vitória para a Alemanha, após 26 anos de participações.

## Letra
A canção tem uma letra pacifista defendendo que é necessário paz no mundo, nela é descrita a beleza natural do mundo em que vivemos. Em 1982, vivia-se na Europa em plena Guerra Fria.
Esta canção teve versões feitas em diversas línguas, tais como espanhol, francês, neerlandês, inglês, russo, italiano e outras. 

## Desempenho
A canção alemã foi a 18ª e a última a desfilar na noite do evento, terminando em 1º lugar com 161 votos (uma diferença de 61 votos para o segundo classificado). De referir que no Reino Unido, a versão inglesa chegou ao 1º lugar do top de vendas e foi até ao momento (fevereiro de 2009) a última vencedora daquele certame a chegar ao 1º lugar daquele top.